# South Fork (comté de Cambria, Pennsylvanie)
Pour les articles homonymes, voir South Fork.
South Fork est un borough situé au sud de la partie centrale du comté de Cambria, en Pennsylvanie, aux États-Unis,. En 2010, il comptait une population de 928 habitants. Il est incorporé le 3 août 1890.

## Démographie
Lors du recensement de 2010, le borough comptait une population de 928 habitants. Elle est estimée, en 2017, à 860 habitants.

### Source de la traduction
- (en) Cet article est partiellement ou en totalité issu de l’article de Wikipédia en anglais intitulé « South Fork, Pennsylvania » (voir la liste des auteurs).